# Quintano
Quintano är en ort och kommun i provinsen Cremona i regionen Lombardiet i Italien. Kommunen hade 913 invånare (2018).